# Marta Tatjer
Marta Tatjer  (Barcelona, 1943-1 de diciembre de 2019) fue una activista y gestora cultural española.
Fue la primera directora del Festival Griego de Barcelona. También colaboró con la ONG Amigos de Nepal y en su propio proyecto Chhimeki que atiende a numerosos mujeres y niños en Nepal.